# チューブ・アロイズ
チューブ・アロイズ(英: Tube Alloys)は、第二次世界大戦中のイギリスの核兵器開発計画のコードネームである。英米の高官の間で核兵器開発の可能性を高レベルの秘密として管理していた際に、このコードネームが使用された。チューブ・アロイズは最初の核兵器開発プロジェクトで、その後アメリカのマンハッタン計画に引き継がれた。この計画の元はフランスとドイツにあった。
カタカナ表記では、「チューブ・アロイズ」　または　「チューブ・アロイ」と表記される。
直訳すると「チューブ合金」と表示される。書籍では「管用合金」と記述されている。
一般的には、「船舶用ボイラーの水管の関係」とみなされるが、この語句は、前述のとおり、イギリスで原子力計画（原子爆弾開発計画）に名づけられた防諜名である。

## パリのグループ
ドイツのオットー・ハーンとスウェーデンに亡命していたリーゼ・マイトナーは1938年にウランにおける核分裂を報告した。
1939年パリのコレージュ・ド・フランスの科学者のグループ、フレデリック・ジョリオ＝キュリー、ハンス・フォン・ハルバン、レフ・コワルスキー、フランシス・ペランはウランの原子核で発生する核分裂を発表し、2つか3つの中性子が必要であることを示した。この重要な発見は自然と維持される連鎖反応が可能であると言うことを示していた。これは即座に多数の科学者に、非常に強力な爆弾「原子爆弾」が理論的に作成可能であることを想像させた。しかし、ほとんどの科学者はその様な原理的な爆弾は不可能であると考えていた。
パリのグループのフランシス・ペランは連鎖反応を維持するために必要な最小限度のウランの量である「臨界量」(critical mass)を定義した。しかし、自然のウランは核分裂により生じた高速中性子を減速するための減速材なしでは連鎖反応を維持することができないことも発見した。
1940年初め、パリのグループは重水が理想的な減速材であるという理論的背景を固めた。彼らは、フランス軍需相にノルウェーのヴェモークにある大きな水力発電所からどれだけの重水を得ることが可能か問い合わせた。その時フランスは、ノルウェーの重水の全在庫をドイツが購入する注文を行っていたことを発見した。これは、ドイツも原爆の開発を行っていることを示していた。
フランスはノルウェーの政府に重水の潜在的な軍事的重要性を説明し、ノルウェー政府は全ての在庫をフランスの秘密任務組織(French Secret Service agent)に渡し、その組織はそれをイギリス経由でフランスに密輸された。これは、ドイツがノルウェーに侵攻する直前の1940年4月のことであった。1940年5月にはフランスも侵攻されたため、165クォートの重水とパリのグループはイギリスのケンブリッジに渡った。ジョリオ＝キュリーはフランスに残り、レジスタンス運動の熱心な活動家となった。

## フリッシュとパイエルス
最初イギリスの研究は、天然ウランを使用した高速中性子による原爆は不可能であると正しく結論づけていた。この理由は、ウラン238がたくさんの中性子を捕獲し失われてしまうためである。しかし、1940年2月、イギリスに亡命していたオットー・フリッシュとルドルフ・パイエルスの2人のドイツ人の科学者は、原爆は製造可能であり、ウランの同位体の質量の軽いものであるウラン235を数kgと高速中性子のみを使用して爆発させることが可能であると気がついた。フリッシュとパイエルスは、ウラン235がウラン238と完全に分離できた場合、遅い中性子は不要であり、減速材が必要ないという有名なフリッシュ&パイエルス覚書の報告を行なった。
フリッシュとパイエルスは自分たちの教授であるマーク・オリファントに報告を行い、オリファントは、ヘンリー・ティザードにその情報を連絡した。彼は1940年4月に原爆の実現可能性を調査する有識者による最高秘密委員会（後にMAUD委員会として知られる）を作った人物である。報告書はMAUDレポートと記載され、その報告書は更にチューブアロイズ計画を推し進めた。

## ティザードの使節
重水のチームは遅い中性子研究をケンブリッジ大学で続けるために招かれたが、その計画は爆弾を作り出すという期待がされていなかったため、優先度を低く設定された。
技術者の集団(ティザードの使節)は1940年9月に北アメリカに送られ、その代わりに、レーダー、ジェットエンジン、核研究などの全領域の技術を手に入れた。
彼らは同様にイギリスの軍事研究施設を、ドイツの爆撃範囲外の北アメリカに移動させる可能性に関して検討を行った。
ティザードの使節は帰還した際に、彼らは、遅い中性子の研究がケンブリッジのパリのグループや、コロンビア大学のエンリコ・フェルミや、カナダのジョージ・ローレンスにより継続されていたことを報告した。彼らは戦争遂行とは関係ないと結論付けていた。

## ウランの同位体分離
MAUD委員会が直面した最も大きな問題は99.3%を占めるウラン238から0.7%のウラン235を分離する方法を探すことであった。2つのウランは化学的には区別できないため、これは非常に難しい問題であった。しかし、フランシス・シモンがMAUDにより解決策を見つけるように依頼された。シモンは1940年12月に、ガス拡散法は、必要な工業プラントの大きさと価格を計算して、実現可能であると報告した。MAUDの委員会は、原爆は、「実現可能性のものではなく、必ずできるものである」ことに気がついた。
ウランのガス化合物と純粋なウラン金属を作る科学的な問題はバーミンガム大学とインペリアル・ケミカル・インダストリーズ(ICI)で研究された。ICIのフィリップ・バクスター博士は1940年にジェームズ・チャドウィック教授のために六フッ化ウランの気体の少量を製造した。ICIは将来の開発のためにこの重要な材料を3kg作成するという正式の契約を1940年の終わりに受けた。

## プルトニウム
プルトニウムによるブレークスルーは、エゴン・ブレッチャー(1901-1973)とノーマン・フェザー(1904-1978)によりキャヴェンディッシュ研究所で実現した。彼らは、ウランを燃料として低速中性子(熱中性子)を用いるタイプの原子炉が理論的にかなりの量のプルトニウム239を副産物として作り出すことに気がついた。これは以下の様な過程による。ウラン238が低速中性子を吸収し、新たな同位体であるウラン239を作る。この新しい同位体はすぐにベータ崩壊して、原子番号が93で質量数239の新しい元素となる。この元素の原子核は、同じく電子を放出して原子番号が94で質量239の大きな半減期をもった新しい元素となる。ブレッチャーとフェザーはこの原子番号94の元素が低速中性子と高速中性子の両方で核反応を起こし、ウランと化学的に異なった利点があり、簡単に分離ができる、と言う理論的な実現可能性を示した。
これらの新しい発見は1940年バークレー放射線研究所のエドウィン・マクミランとフィリップ・アベルソンによる研究でも検証された。ケンブリッジのチームのケンマー博士は、新しい元素たちに太陽系の天王星(Uranus、原子番号92のウランに対応)より遠い惑星である海王星(Neptune)と冥王星(Pluto)から、93番目の元素をネプツニウム(neptunium)、94番目の元素をプルトニウム(plutonium)と名づけた。偶然にもアメリカ人たちも同じ名前を提案した。その後、1941年に最初のプルトニウムの最初のサンプルの作成と検証がグレン・シーボーグにより行われた。彼は原子炉でなくサイクロトロンを使用した。

## オリファントの合衆国訪問
MAUD委員会の報告書に対して何の反応もなかったので、マーク・オリファントは、1941年8月に爆撃機で大西洋を渡った。彼は、ライマン・ブリッグスがウラニウム委員会に報告書を回さず、報告書が金庫の中に保存されていたことに気がついた。オリファントはアーネスト・ローレンス、ジェイムス・コナント、エンリコ・フェルミ、アーサー・コンプトンに連絡を取り、アメリカの研究プログラムの緊急性を増加させた。MAUDの報告書は最終的に大きな衝撃を与えた。一夜にして、アメリカ人は原爆の実現可能性に関して考えを変え、イギリスと協力して努力する提案を行った。ハロルド・ユーリーとジョージ・ブラクストン・ペグラムは1941年11月に協議のためイギリスに送られた。しかし、イギリスは協力の提案を受け入れなかった。対案は何の対応も行われることなく失効した。

## 1942年の進展
アメリカの努力は急速であり、すぐにイギリスを追い越した。しかし、別々の研究はそれぞれの国で継続され、時々情報の交換が行われていた。何人かのキーとなるイギリスの科学者が1942年初めにアメリカ合衆国を訪問し、利用可能な全ての情報にアクセスした。彼らはアメリカの原爆計画が進んでいると言うことに仰天した。
ケンブリッジ大学での遅い中性子の研究は、イギリスでは爆弾作成に関係ないと考えていたものであったが、突然軍事的な重要性が増加した。なぜなら、それはプルトニウムへの近道であったからである。イギリス政府はケンブリッジのチームを、シカゴに移動させたいと考えた。その地は、アメリカの研究が行われている場所であったが、アメリカは安全を非常に心配した。元はパリからやってきた、ケンブリッジのグループの6人の代表の科学者の1人のみがイギリス人であった。彼らは、カナダのモントリオールに送られた。
1942年6月アメリカ陸軍は全ての開発、設計、物資調達、試験工場の場所の選定に関して権限を得た。その結果、イギリスへの情報の流れは減少した。アメリカは重水の製造、六フッ化ウランの製造、電磁的な分離方法、プルトニウムの物理的化学的特性、爆弾の設計の詳細、高速中性子炉に関する、情報の共有を停止した。これは、重水の製造や研究プログラムの他の面において協力を行っているイギリス人やカナダ人にとって悪い知らせであった。
カナダのモントリオールのチームは、プルトニウムの技術情報と同様に重水の供給をブリティッシュコロンビアのトレイルの重水工場からの供給に頼っていた。アメリカは、デュポンによる提案に限定された制限に沿って、その研究を指揮することに同意するなら、モントリオールのグループに重水を供給すると提案した。良い結果を出していたにもかかわらず、モントリオールの研究グループの研究は1943年6月に完全に行き詰まってしまった。士気は低下し、カナダ政府は計画を中止することを提案した。
ウィンストン・チャーチルはイギリス独自の拡散炉や重水工場や、原子炉のイギリス国内への建設に対する情報を探していた。しかし、1943年7月、ロンドンで、アメリカの政府関係者がイギリスの動きに対する大きな誤解を払拭することができ、何ヶ月かの交渉の後、ケベック協定が最終的に、チャーチルとフランクリン・ルーズベルトの間で1943年8月19日に結ばれた。イギリスは全ての資源をアメリカに提供し、アメリカはその見返りに大統領へのアメリカの研究成果の報告のコピーを提供した。イギリスの研究は残りの戦争期間、マンハッタン計画に合流することになった。
チューブ・アロイズに関するアメリカとイギリスの政府間の共同管理に関する協定文章("Articles of Agreement governing collaboration between the authorities of the U.S.A. and UK in the matter of Tube Alloys")のタイトルが付けられたケベック協定の章には、イギリスとアメリカは、「チューブ・アロイ(原爆)を早期に実現するための計画」のためにリソースを共有することに同意している。
指導者たちは以下の内容に同意した。
- 我々はこの兵器をお互いに対して決して使用しない。
- 我々はこの兵器を、第三の勢力に対して、お互いの同意なく使用しない。
- 我々はチューブ・アロイズに関する情報を第三者に対して、お互いの同意なく公表することはない。

これは、「戦後の工業的もしくは商業的なアドバンテージ」をアメリカ合衆国の大統領の裁量により決定されることに同意したことである。
戦争の後期、チューブ・アロイは作り出された元素プルトニウムを指すようになった。この存在は、長崎への原爆投下まで存在は秘密にされた。
1945年8月11日、アメリカ合衆国旧陸軍省によりまとめられた文章はいくつかの参考文献と共にイギリスの原爆への貢献を記載している。また、「原爆に関連した声明(Statements Relating to the Atomic Bomb)」の白書は、マイケル・ペリンによりあわただしく作成された。この報告書は、首相がチャーチルがアトリーに変わった後発行され、これがイギリスの15年間の貢献に対する唯一の公式の書類である。

## 戦後
チューブアロイズに関係した仕事を行なった人々の1人に、ウィリアム・ペニーがいた。彼は衝撃波のエキスパートであった。1944年6月、彼は、マンハッタン計画にイギリスの代表者の一人として参加するために、アメリカのロスアラモスへ向かった。彼の指導力と彼の集団での仕事を行なう能力は、彼自身を、計画の方向付けにおいて全てのキーを握る科学者の中心グループに加えることになった。
戦争終了時、イギリス政府はアメリカが技術を共有すると信じていた。それらの技術は、イギリスは一緒に発明を行なったものであると見ていた。しかし、1946年8月のトルーマン政権によるマクマホン法（原子力エネルギー法）の通過は、イギリスがもはやアメリカの原子力研究にアクセスすることを許さないことを明確にしていた。この法律は、チャーチルやイギリス政府のみならず、マンハッタン計画に参加した学者たちを憤激させた。
クレメント・アトリーの政府は世界的な外交関係の中で、イギリスの地位を維持するためにはイギリスは原爆が必要であると結論つけた。外務大臣のアーネスト・ベヴィンの言葉を借りると、「我々は原爆を持たねばならない。原爆の下で、血に染まったユニオンジャックを持たねばならない。」。そのため、ペニー博士はイギリスに帰国し、原爆局（Atomic Weapons Section）創設へ向けて計画を開始した。計画は1947年5月に「高性能爆薬研究」（High Explosive ResearchもしくはHER）のコードネームで始動し、ポータル卿をリーダーとしてペニー博士が原爆開発を主導した。1950年4月、バークシャー州オルダーマストンの放棄された第二次大戦中の英国空軍飛行場がイギリスの核兵器開発計画の永久的な本拠地となった。これは、核兵器研究機関（Atomic Weapons Research Establishment, AWRE）となった。1952年10月3日、ハリケーン作戦のコードネームの元、最初のイギリスの核兵器がオーストラリアの西海岸のモンテベロ島で爆発に成功した。さらに、1957年には水爆実験にも成功した。
スプートニク・ショック及びイギリスの核開発に衝撃を受けたアメリカは態度を軟化させ、1958年にマクマホン法を修正したうえ、アメリカ・イギリス相互防衛協定を締結して、イギリスがアメリカの核情報にアクセスできるようにした。